# Kanton Oloron-Sainte-Marie-1
Der Oloron-Sainte-Marie-1 ist seit 2015 ein französischer Wahlkreis im Département Pyrénées-Atlantiques in der Region Nouvelle-Aquitaine. Sein Gebiet liegt im Arrondissement Oloron-Sainte-Marie, sein Hauptort ist Oloron-Sainte-Marie.

## Geschichte
Eine neue territoriale Aufteilung der Kantone des Départements Pyrenees-Atlantiques ist seit den Wahlen 2015 im Département wirksam. Es ist durch das Dekret vom 25. Februar 2014 in Anwendung der Gesetze vom 17. Mai 2013 definiert. Von diesen Wahlen an werden die Vertreter des Départementrats für sechs Jahre in einer romanischen Mehrheitswahl in bis zu zwei Wahlgängen in den Kantonen gewählt, wobei jeder Kanton ein gewähltes Paar verschiedenen Geschlechts in den Départementrat sendet. Die Teilnahme an einer allfälligen Stichwahl erfordert einen Stimmenanteil von 12,5 % der Wahlberechtigten im ersten Wahlgang. Die Anzahl der Kantone eines Départements wird auf die Hälfte der Anzahl der Kantone am 1. Januar 2013 reduziert, aufgerundet auf eine ungerade Zahl, wenn die Division eine gerade Zahl ergibt. Deshalb war ein neuer Zuschnitt der Kantone im Département notwendig, bei dem die Zahl der Kantone von 52 auf nunmehr 27 reduziert wurde.
2015 wurde der Kanton aus dem Teil der Gemeinde Oloron-Sainte-Marie, der sich am linken Ufer des Gave d’Aspe und des Gave d’Oloron befindet, sowie 33 Gemeinden der folgenden ehemaligen Kantone gebildet:
- Kanton Accous (13 Gemeinden),
- Kanton Oloron-Sainte-Marie-Ouest (zehn Gemeinden),
- Kanton Aramits (sechs Gemeinden),
- Kanton Oloron-Sainte-Marie-Est (drei Gemeinden) und
- Kanton Navarrenx (eine Gemeinde).[2]

## Gemeinden
Der Kanton besteht aus 33 Gemeinden und Gemeindeteilen mit insgesamt 19.890 Einwohnern (Stand: 1. Januar 2022) auf einer Gesamtfläche von 856,74 km²:
| Gemeinde                     | Einwohner 1. Januar 2022 | Fläche km² | Dichte Einw./km² | Code INSEE | Postleitzahl |
| ---------------------------- | ------------------------ | ---------- | ---------------- | ---------- | ------------ |
| Accous                       | 465                      | 60,68      | 8                | 64006      | 64490        |
| Agnos                        | 1.042                    | 9,18       | 114              | 64007      | 64400        |
| Ance Féas                    | 619                      | 23,83      | 26               | 64225      | 64570        |
| Aramits                      | 658                      | 29,55      | 22               | 64029      | 64570        |
| Aren                         | 246                      | 7,39       | 33               | 64039      | 64400        |
| Arette                       | 1.052                    | 92,23      | 11               | 64040      | 64570        |
| Asasp-Arros                  | 492                      | 23,59      | 21               | 64064      | 64660        |
| Aydius                       | 103                      | 34,72      | 3                | 64085      | 64490        |
| Bedous                       | 574                      | 11,64      | 49               | 64104      | 64490        |
| Bidos                        | 1.109                    | 1,36       | 815              | 64126      | 64400        |
| Borce                        | 114                      | 58,05      | 2                | 64136      | 64490        |
| Cette-Eygun                  | 59                       | 18,97      | 3                | 64185      | 64490        |
| Escot                        | 120                      | 22,66      | 5                | 64206      | 64490        |
| Esquiule                     | 531                      | 28,58      | 19               | 64217      | 64400        |
| Etsaut                       | 63                       | 34,95      | 2                | 64223      | 64490        |
| Eysus                        | 617                      | 6,72       | 92               | 64224      | 64400        |
| Géronce                      | 490                      | 15,99      | 31               | 64241      | 64400        |
| Geüs-d’Oloron                | 262                      | 6,57       | 40               | 64244      | 64400        |
| Gurmençon                    | 887                      | 2,98       | 298              | 64252      | 64400        |
| Issor                        | 248                      | 23,00      | 11               | 64276      | 64570        |
| Lanne-en-Barétous            | 479                      | 41,48      | 12               | 64310      | 64570        |
| Lées-Athas                   | 232                      | 44,81      | 5                | 64330      | 64490        |
| Lescun                       | 167                      | 60,66      | 3                | 64336      | 64490        |
| Lourdios-Ichère              | 141                      | 16,24      | 9                | 64351      | 64570        |
| Lurbe-Saint-Christau         | 206                      | 7,47       | 28               | 64360      | 64660        |
| Moumour                      | 818                      | 8,05       | 102              | 64409      | 64400        |
| Oloron-Sainte-Marie          | 6.754                    | 21,20      | 319              | 64422      | 64400        |
| Orin                         | 266                      | 4,29       | 62               | 64426      | 64400        |
| Osse-en-Aspe                 | 332                      | 43,03      | 8                | 64433      | 64490        |
| Préchacq-Josbaig             | 295                      | 8,31       | 35               | 64458      | 64190        |
| Saint-Goin                   | 224                      | 5,54       | 40               | 64481      | 64400        |
| Sarrance                     | 155                      | 46,75      | 3                | 64506      | 64490        |
| Urdos                        | 70                       | 36,27      | 2                | 64542      | 64490        |
| Kanton Oloron-Sainte-Marie-1 | 19.890                   | 856,74     | 23               | 6414       | –            |

1. ↑   Nur der nordwestliche Teil der Gemeinde, der Rest gehört zum Oloron-Sainte-Marie-2.

## Veränderungen im Gemeindebestand seit der landesweiten Neuordnung der Kantone
2017: Fusion Ance und Féas → Ance Féas

## Politik
Im ersten Wahlgang am 22. März 2015 erreichte keines der Kandidatenpaare die absolute Mehrheit. Als Resultat der Stichwahl am 29. März 2015 wurden folgende Vertreter in den Départementrat gewählt:
- Jean-Claude Coste (DVG) und
- Marie-Lyse Gaston (DVG)

mit einem Stimmenanteil von 57,72 % (Wahlbeteiligung bei der Stichwahl: 65,89 %).